# Kamena Gorica
Kamena Gorica falu Horvátországban Varasd megyében. Közigazgatásilag Novi Marofhoz tartozik.

## Fekvése
Varasdtól 19 km-re délre, községközpontjától 6 km-re délnyugatra az Ivaneci-hegységben fekszik.

## Története
A falunak 1857-ben 323, 1910-ben 630 lakosa volt. A trianoni békeszerződésig Varasd vármegye Novi Marofi  járásához tartozott. 2001-ben 82 háza és 276 lakosa volt.

## Nevezetességei
Haranglába egykor őrtorony volt. Környéke ma védett régészeti terület.

## Külső hivatkozások
- Novi Marof város hivatalos oldala Archiválva 2011. április 16-i dátummal a Wayback Machine-ben
- Varasd megye kulturális emlékei[halott link]